# Marta Nair Monteiro
Marta Nair Monteiro (Candeias, 24 de dezembro de 1913 – Nova Lima, 22 de janeiro de 2004) foi uma professora e política  brasileira do estado de Minas Gerais. Foi  deputada estadual em Minas Gerais, durante o período de 1967 a 1971 (5ª legislatura), pelo PDC.
Foi, juntamente com Maria José Nogueira Pena, a primeira mulher a se eleger deputada à Assembleia de Minas.
Quando faleceu, aos 90 anos, era filiada ao PSDB e ainda participava de atividades político-partidárias. Até o final da década de 90, presidiu a Associação Mineira de Professores Aposentados.